# Lemle-Moses-Klaussynagoge

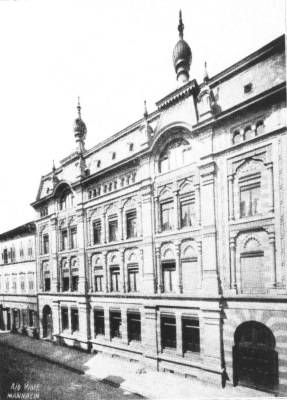
Lemle-Moses-Klaussynagoge um 1900

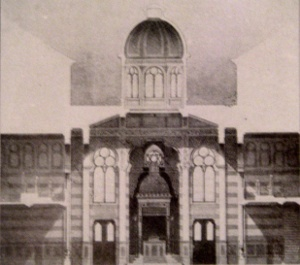
Querschnitt der Synagoge um 1888

Die Lemle-Moses-Klaus war eine Talmudschule mit Synagoge, die ab 1708 im Quadrat F1, 11 in der Mannheimer Innenstadt bestand. Ab dem 19. Jahrhundert wurde sie oft auch einfach Klaussynagoge genannt. Als Sakralbau diente sie bis 1940.

## Geschichte
Die Synagoge wurde nach Lemle Moses Reinganum (1666–1724) benannt, einem jüdischen Hof- und Obermilizfaktor aus Rheingönheim und Vorsteher der jüdischen Gemeinde in Mannheim. Er stiftete im Jahr 1706 eine Klaus, das heißt eine Talmudschule mit Synagoge, die im September 1708 eingeweiht wurde. Reinganum stattete die Klausstiftung mit 100.000 Gulden aus, die in Darmstadt angelegt wurden. Die jährlichen Zinszahlungen bei einem Satz von 6 Prozent sollten den Betrieb finanzieren. Zur Mitte des 18. Jahrhunderts erfolgten die Auszahlungen, die der Willkür des hessischen Landgrafen unterlagen, nur schleppend. Elias Hayum, wie Reinganum pfälzischer Hoffaktor und Vorsteher der jüdischen Gemeinde, sicherte mit einer großen Zuwendung den Fortbestand der Stiftung und wurde so zum zweiten großen Gönner.
1794 zerstörte ein Brand das Lehrhaus und die Bibliothek und richtete schwere Beschädigungen an der Synagoge an. Der Wiederaufbau konnte im Mai des folgenden Jahres vollendet werden. Ab 1855, als die neue Hauptsynagoge erbaut worden war, diente die Klaussynagoge als Mittelpunkt der orthodoxen Juden, die den Reformgottesdienst ablehnten. Ab 1887 wurde die alte Klaus durch einen Neubau nach Plänen des Mannheimer Architekten Wilhelm Manchot (1844–1912) ersetzt. Die Einweihung konnte am 29. November 1888 gefeiert werden. 1929/30 fand erneut ein größerer Umbau unter der Leitung des Architekten Siegfried Seidemann statt.
Der Sakralbau wurde in der Pogromnacht vom 9. auf 10. November 1938 geschändet. Bis Pessach  1939 wurde die Synagoge behelfsmäßig wiederhergestellt und diente von nun an den Gottesdiensten der gesamten jüdischen Gemeinde Mannheims. Am 22. Oktober 1940 wurden während der „Wagner-Bürckel-Aktion“ fast alle Mannheimer Juden, rund 2.000, ins französische Konzentrationslager Camp de Gurs deportiert. Im Zweiten Weltkrieg wurde das Gebäude durch Bomben zerstört. Das Grundstück wurde nach dem Krieg von der Jewish Restitution Successor Organization (JRSO) verkauft und die Ruine 1953 abgerissen.
Zum 60. Jahrestag der Pogromnacht wurde 1998 eine Gedenktafel am Haus F1, 7 angebracht. Eine weitere Tafel vor der neuen Synagoge in F3 erinnert seit 2007 an die Lemle-Moses-Klaus.

## Beschreibung

Innenansicht um 1900

Die Klaus bestand aus einem Komplex mehrerer Gebäude. Der Haupteingang war im Süden des Quadrats in F1, 11 an der sogenannten Fressgass'. Ein weiterer Zugang war von der östlichen Breiten Straße über F1, 2 möglich. Die Synagoge befand sich im Hof hinter der Blockrandbebauung. Der Neubau wurde 1887 in F1, 11 im maurischen Stil als dreieinhalbgeschossiges, breites Gebäude mit hohem Walmdach mit hoher Tambourkuppel erbaut, die von außen nicht sichtbar war. Die fünfteilige Fassade war neunachsig. Zwei Seitenrisalite, an den Ecken mit pilasterartigen Lisenen eingefasst, hatten einen segmentbogigen oberen Abschluss und kleine Kuppelaufsätze. Die überkuppelten Seitenrisalite gliederten die überbreite Fassade in einen dreiachsigen Mitteltrakt und zwei Seitentrakte.
Im Grundriss war die Synagoge ein Zentralbau, an den Seitentrakte mit Emporen für die weiblichen Gottesdienstbesucher angrenzten. Nach der Erweiterung 1929/30 war der Betraum 12 Meter breit und 20,5 Meter lang. Auch die Innenarchitektur des Gebäudes war auffallend, da das Mauerwerk horizontal gestreift war. Die Fenster hatten eine Hufeisenform und hinter einer Blendarkatur verborgen, die entweder gelappte Bögen im Stil der Alhambra oder geschwungene, spitz zulaufende Bögen im Stil einer indischen Moschee hatten.